# 你都說到這地步了我就上你吧
《你都說到這地步了我就上你吧》（日语：そんなに言うなら抱いてやる），是日本漫畫家にやま的BL漫畫，由シュークリーム於2020年7月30日發售。台灣電子版於2020年12月16日開始在亂搭租書網連載，全5話完結。日版BLCD於2021年4月30日發售。
獲得由ちるちる （chill chill）舉辦的BL AWARD 2021「最佳作品」第二名、「最佳攻」第一名、「最佳受」第七名。

## 劇情簡介
裏川忍——用眼神就能讓人淪陷的型男，為了在公司能混水摸魚過日子而將自己打造成陰沉邋遢的一般職員。沒想到有一天會在自己常去的gay bar遇到業務部的人氣王——表屋光…但慶幸的是外表落差太大沒被認出來，本以為可以安然過日子的忍卻發現表屋似乎對「玩咖男」外表的自己有興趣？

## 人物簡介
表屋光（受，聲：寺島拓篤）
業務部職員，有著「王子」稱號的完美人物。
不論是工作上還是待人處事總是親切有禮。彷彿天生為了受到女人追捧的存在，導致有點無意識挖苦他人的自戀體質。
在東也一句「也是有那種連男人都覺得好的男性存在呢」刺激下，燃起要攻略最受歡迎的男性展現自己是真‧超人氣的計畫。
一次在Gay bar遇見一名對自己沒有興趣的帥氣男性便決定以他為攻略目標。

裏川忍（攻，聲：佐藤拓也）
總務部職員，給人的印象是陰沉、存在感低、邋遢。
實際上為超級玩咖型男，因為嫌外表在工作會帶來麻煩而故意扮醜。私下愛好是盡情在夜晚享受歡樂時光。
在經常光顧的gay bar 中遇到表屋光，為了真面目不被發現故意遠離表屋，沒想到卻被表屋認為是值得攻略的對象。

佐久間冬也（聲：益山武明）
業務部職員，光的同事兼訴苦對象。啟發表屋要征服最受歡迎的男性的人。
帶著一副圓框眼鏡，少數見識過表屋優雅以外面貌的人，經常聽表屋傾訴並給予正向的觀點。

百樹（聲：小林千晃）& 瑞樹（聲：市川　蒼）
雙胞胎酒吧員工。酒吧的另類吉祥物。
覺得裏川很有趣而總是一搭一唱的挖苦他。

## 單行本
| 卷數 | シュークリーム | シュークリーム    |
| 卷數 | 出版日期       | ISBN              |
| ---- | -------------- | ----------------- |
| 1    | 2020年7月20日  | 978-4-8019-6982-7 |

## 電子版
| 卷數 | 亂搭租書網     | 亂搭租書網    |
| 卷數 | 出版日期       | ISBN          |
| ---- | -------------- | ------------- |
| 1    | 2020年12月16日 | 9789865478292 |

## 廣播劇BLCD
| 卷數 | Ginger Records | Ginger Records |
| 卷數 | 出版日期       | ISBN           |
| ---- | -------------- | -------------- |
| 1    | 2021年4月30日  | GNG-2140       |

## 外部連結
- 《そんなに言うなら抱いてやる》官方網站 （页面存档备份，存于）
- 中文電子書《你都說到這地步了我就上你吧》官方網站 （页面存档备份，存于）
- BLCD《你都說到這地步了我就上你吧》官方網站 （页面存档备份，存于）
- にやま官方推特 （页面存档备份，存于）